# فيكرز تايب 163
فيكرز تايب 163 (بالإنجليزية: Vickers Type 163)‏ هي قاذفة قنابل أنتجت في المملكة المتحدة. من صناعة فيكرز. كان أول طيران لها في 12 يناير 1931.